# Cuauhtémoc (Mexico)
Pour les articles homonymes, voir Cuauhtémoc (homonymie).
Cuauhtémoc est l'une des seize divisions territoriales (demarcaciones territoriales) de la ville de Mexico au Mexique. Son siège est Buenavista (en).

## Toponymie

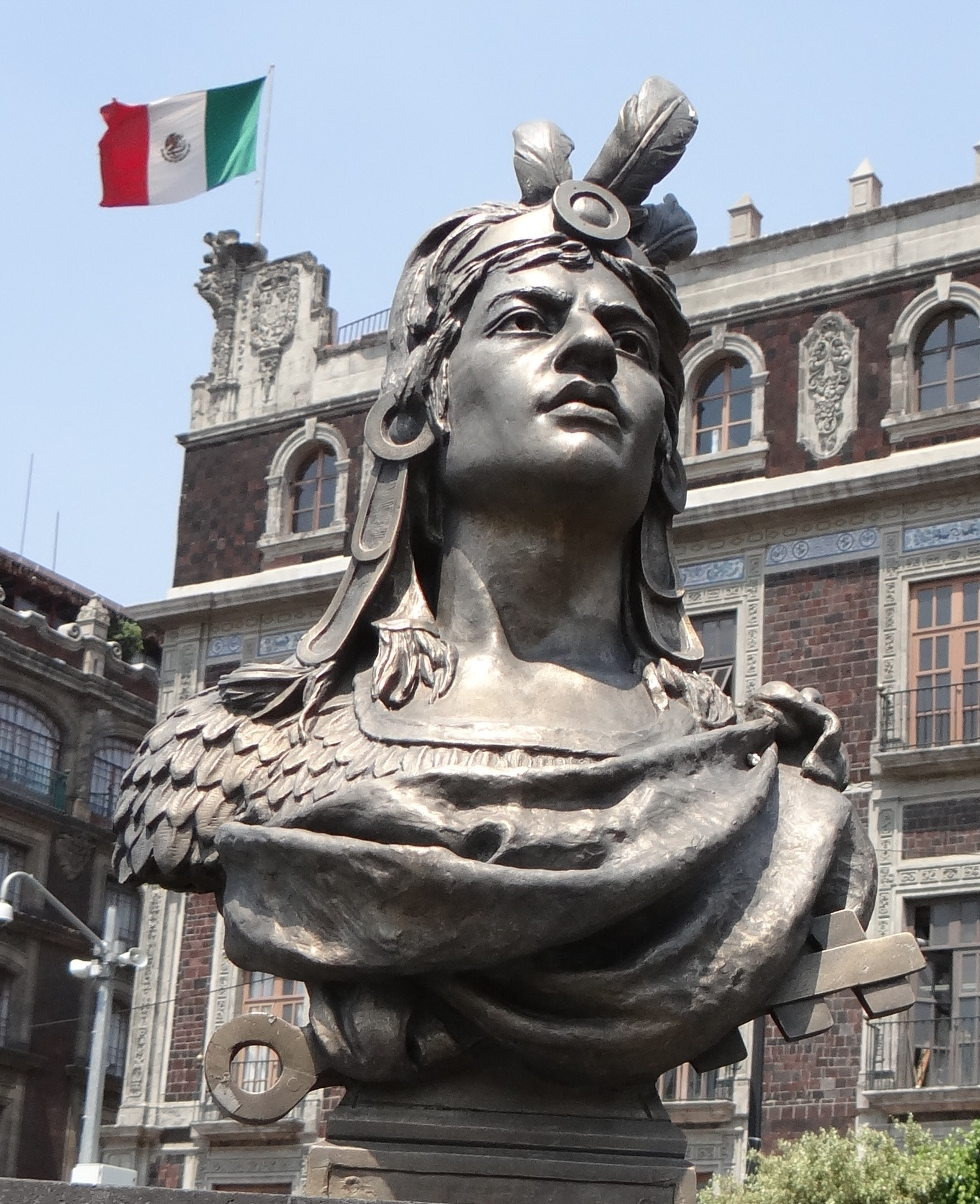
Buste de Cuauhtémoc

La division porte le nom de Cuauhtémoc, dernier empereur aztèque, mort en 1525.

## Géographie

### Situation
Cuauhtémoc constitue le cœur de la ville de Mexico, dont elle abrite le centre historique. Elle est limitrophe d'Azcapotzalco et de Gustavo A. Madero au nord, de Venustiano Carranza à l'est, d'Iztacalco au sud-est, de Benito Juárez au sud et de Miguel Hidalgo à l'ouest.

### Quartiers

Carte des quartiers de Cuauhtémoc

Cuauhtémoc comprend 34 colonias (en) :
- Algarín (en)
- Ampliación Asturias (en)
- Asturias (en)
- Atlampa (en)
- Buenavista (en)
- Buenos Aires (en)
- Centro Urbano Benito Juárez (en)
- Centre historique de Mexico (Centro)
- Condesa
- Cuauhtémoc (en)
- Doctores (en)
- Esperanza (en)
- Ex Hipódromo de Peralvillo (en)
- Felipe Pescador (en)
- Guerrero (en)
- Hipódromo
- Hipódromo Condesa
- Juárez (en)
- Maza (en)
- Morelos (en)
- Obrera (en)
- Paulino Navarro (en)
- Peralvillo (en)
- Roma Norte
- Roma Sur
- San Rafael (en)
- San Simón Tolnáhuac (en)
- Santa María Insurgentes (en)
- Santa María la Ribera (en)
- Tlatelolco
- Tabacalera (en)
- Tránsito (en)
- Valle Gómez (en)
- Vista Alegre (en)

## Démographie

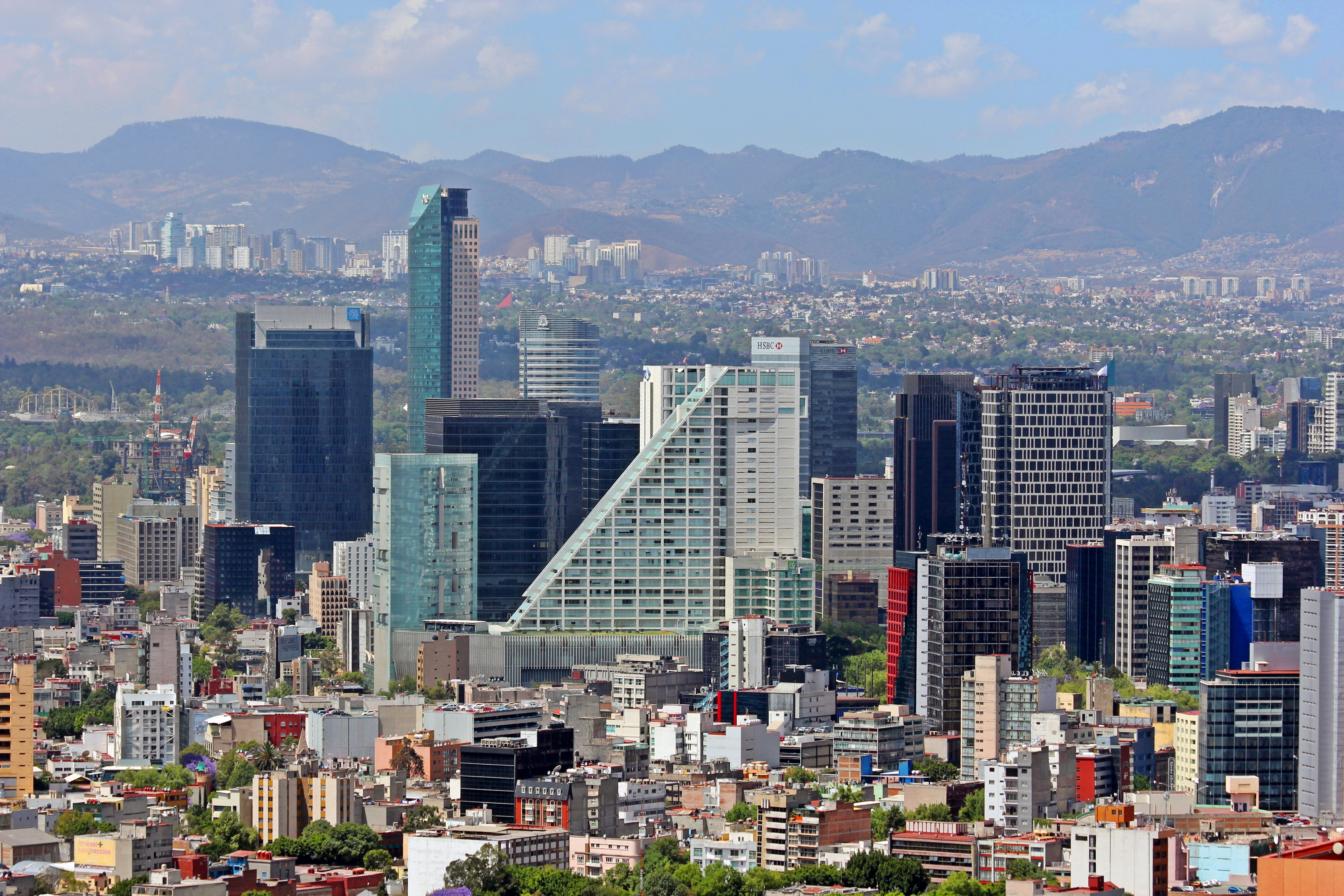
Bâtiments le long de Paseo de la Reforma

| 1980    | 1990    | 2000    | 2010    | 2020    |
| ------- | ------- | ------- | ------- | ------- |
| 814 983 | 595 960 | 516 255 | 531 831 | 545 884 |

## Politique et administration
Cuauhtémoc abrite les ambassades des États-Unis, du Royaume-Uni et du Japon dans la Colonia Cuauhtémoc (en).

## Transports

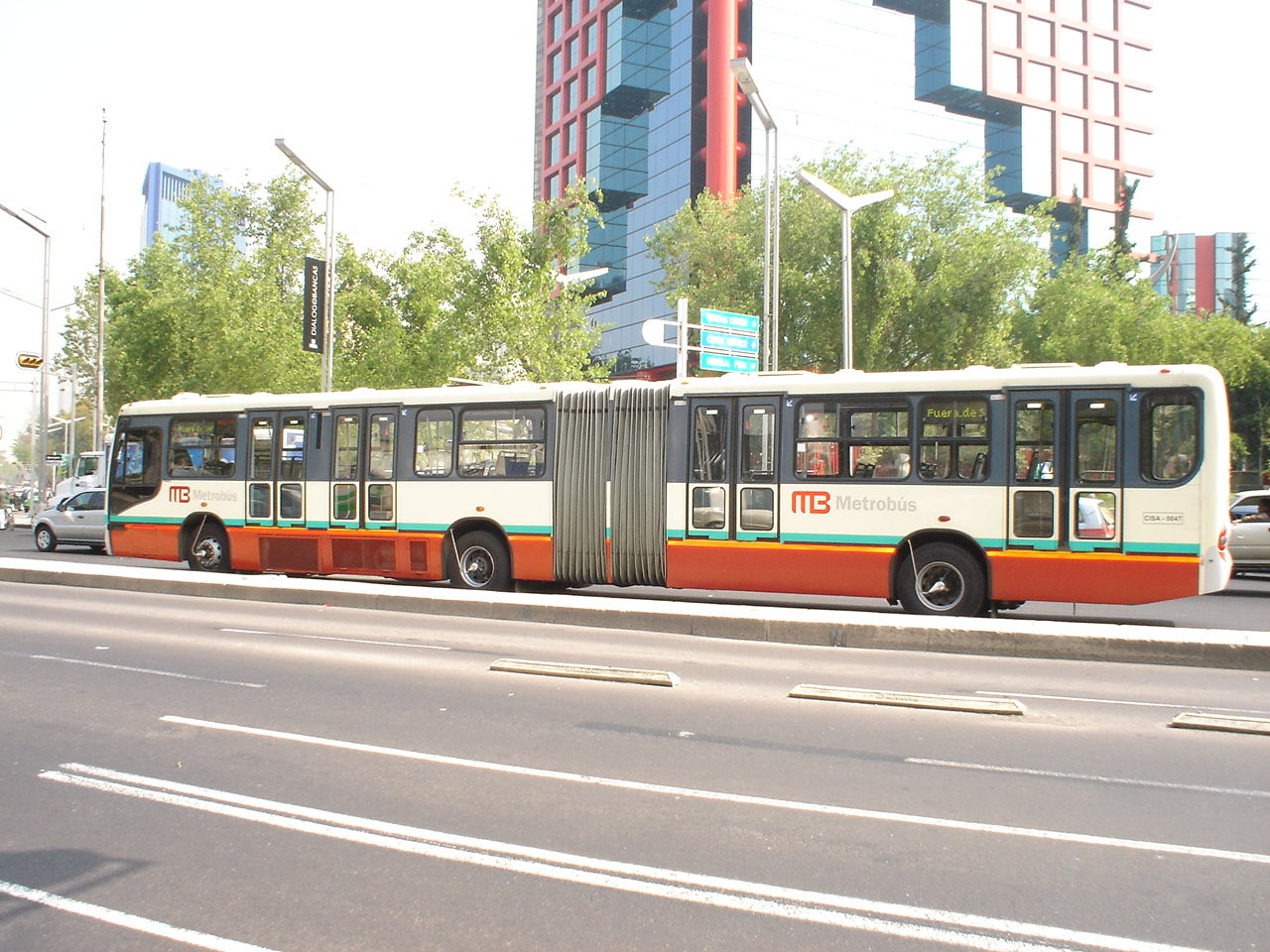
Metrobús sur l'avenue Insurgentes dans la Colonia Tabacalera

Cuauhtémoc est desservie par sept lignes du métro de Mexico, 1, 2, 3, 5, 8, 9 et B. La desserte du territoire se complète par des lignes de trolleybus et de Metrobús ainsi que de nombreuses lignes d'autobus. Un autre service de transport public important est le Tren Suburbano (en) qui est une ligne ferroviaire ayant son terminal sud à Buenavista et qui rejoint Cuautitlán dans l'État de Mexico.